# Imabari 6200-Cars-Typ
Die Autotransporter des Imabari 6200-Cars-Typs des japanischen Schiffbaukonzerns Imabari Zōsen wurde von 2003 bis 2014 in einer Serie von über 50 Einheiten gebaut.

## Einzelheiten
Der RoRo-Schiffstyp wurde von der japanischen Imabari-Bauwerft in Marugame gebaut. Das Typschiff Virgo Leader zählte zum ersten Bauauftrag über fünf Einheiten und wurde im Dezember 2003 mit der Baunummer 1421 auf Kiel gelegt. Am 2. April 2004 wurde das Schiff zu Wasser gelassen und im Juni 2004 wurde die Virgo Leader in Fahrt gesetzt. Schon vor Ablieferung der ersten Einheiten orderten mehrere Reedereien Schiffe des neuen Bautyps. Es folgten insgesamt rund 50 weitere Einheiten bis zum bisher letzten Schiff des Typs, der 2014 abgelieferten Goodwood.

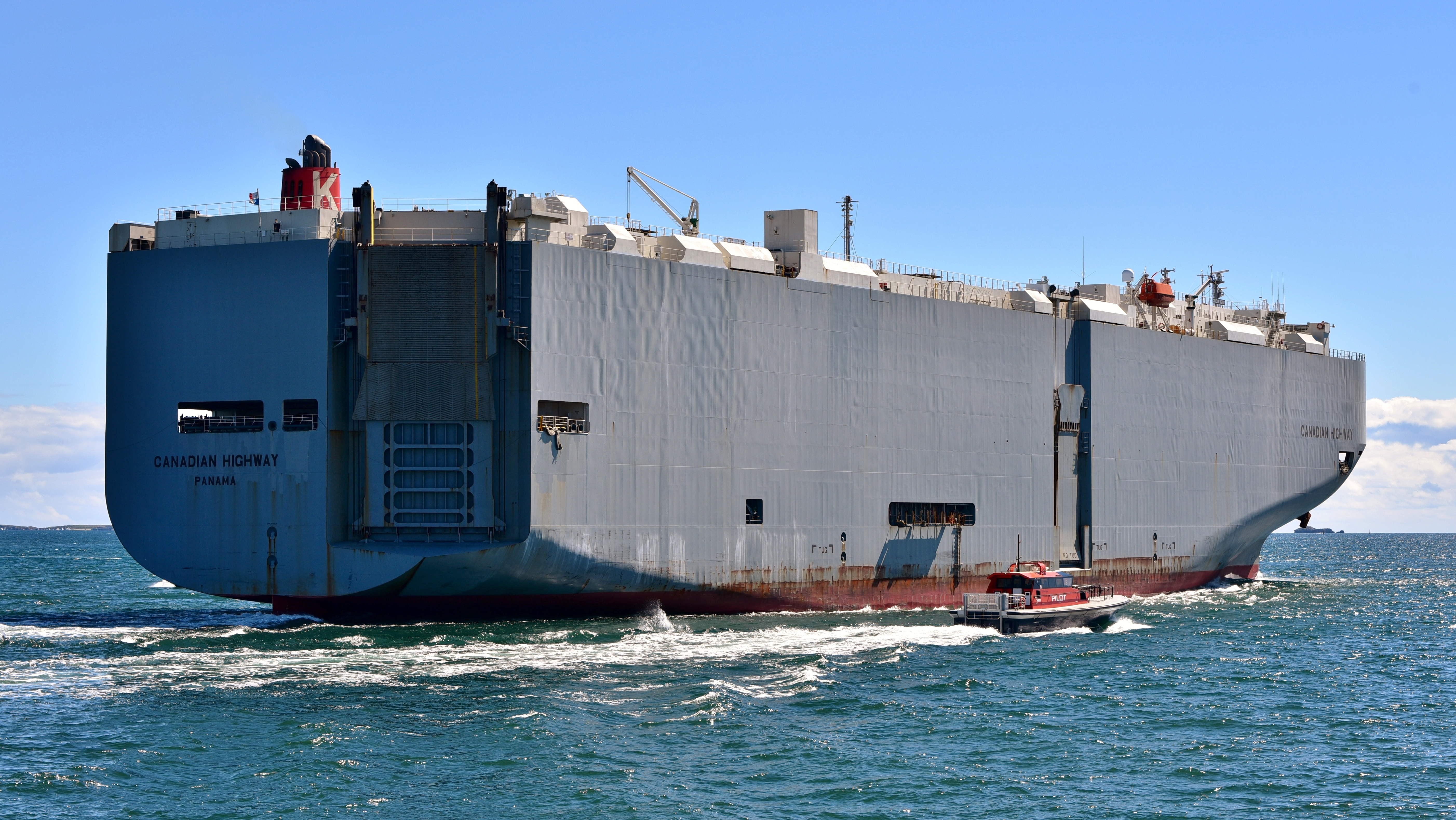
Heckansicht der Canadian Highway

Betrieben werden die Schiffe von vielen großen Autotransportreedereien wie Nippon Yūsen, “K” Line, Mitsui O.S.K. Lines oder EUKOR Car Carriers. Der größte Teil der Ladung besteht aus Kraftfahrzeugen; daneben werden aber auch zahlreiche andere rollende Güter sowie Spezialladungen aller Art transportiert.
Die Schiffe verfügen über vier Laderäume mit insgesamt 13 teils festen und teils höhenverstellbaren Decks, die durch elektrische Winden angehoben werden. Am Heck an Steuerbord befindet sich eine Klapprampe. Zum schnelleren Be- oder Entladen leichterer Fahrzeuge, wie etwa Pkw, gibt es an Steuerbord zudem eine Seitenrampe. Darüber hinaus verfügen die Schiffe über eine innere Rampe zum Wetterdeck, welches vorwiegend für den Transport von besonders schweren und sperriges Gütern ausgelegt ist.

## Die Schiffe (Auswahl)
| Bauname                             | Bau- nummer | IMO- Nummer | Ablieferung        | Auftraggeber    | Umbenennungen und Verbleib |
| ----------------------------------- | ----------- | ----------- | ------------------ | --------------- | --- |
| Virgo Leader                        | 1421        | 9273894     | 11. Juni 2004      | NYK             | so in Fahrt |
| Capricornus Leader                  | 1422        | 9283863     | 12. August 2004    | NYK             | so in Fahrt |
| Phoenix Leader                      | 1423        | 9283875     | 3. November 2004   | NYK             | so in Fahrt |
| Sagittarius Leader                  | 1424        | 9283887     | 4. März 2005       | NYK             | so in Fahrt |
| Equuleus Leader                     | 1432        | 9342906     | 3. Oktober 2005    | NYK             | so in Fahrt |
| Marvelous Ace                       | 1433        | 9293519     | 24. Januar 2006    | MOL             | so in Fahrt |
| Miraculous Ace                      | 1434        | 9293521     | 26. März 2006      | MOL             | so in Fahrt |
| London Highway                      | 1488        | 9362267     | 22. November 2006  | K-Line          | so in Fahrt |
| Cygnus Leader                       | 1489        | 9381249     | 30. Mai 2007       | NYK             | so in Fahrt |
| Volans Leader                       | 1480        | 9273894     | 2. Juli 2007       | NYK             | so in Fahrt |
| Zenith Leader                       | 1490        | 9384942     | 12. Oktober 2007   | NYK             | so in Fahrt |
| Morning Charlotte                   | 1464        | 9338694     | 31. August 2007    | EUCOR           | so in Fahrt |
| Morning Carina                      | 1465        | 9338709     | 20. November 2007  | EUCOR           | so in Fahrt |
| Morning Catherine                   | 1466        | 9338711     | 11. Januar 2008    | EUCOR           | so in Fahrt |
| Morning Caroline                    | 1467        | 9338723     | 8. Februar 2008    | EUCOR           | so in Fahrt |
| Adriatic Highway                    | 1437        | 9442885     | 8. August 2008     | K-Line          | so in Fahrt |
| Florida Highway                     | 1471        | 9442861     | 26. März 2008      | K-Line          | so in Fahrt |
| Columbia Highway                    | 1472        | 9442873     | 12. Mai 2008       | K-Line          | so in Fahrt |
| Athens Highway                      | 1505        | 9443073     | 26. Juni 2008      | K-Line          | so in Fahrt |
| Aegean Highway                      | 1474        | 9464388     | 30. September 2008 | K-Line          | so in Fahrt |
| Cronus Leader                       | 1481        | 9464455     | 2. November 2008   | NYK             | so in Fahrt |
| Morning Cecilie                     | 1497        | 9477830     | 16. Dezember 2008  | EUCOR           | so in Fahrt |
| Morning Camilla                     | 1498        | 9477919     | 25. Februar 2009   | EUCOR           | so in Fahrt |
| Demeter Leader                      | 1520        | 9477921     | 30. März 2009      | NYK             | so in Fahrt |
| Sincerity Ace                       | 1501        | 9519092     | 1. Juni 2009       | MOL             | Am 30. Dezember 2018 etwa 1800 Seemeilen nordwestlich Oahu in Brand geraten und am 30. Januar 2019 im Schlepp in Japan eingetroffen. Am 11. Juni 2021 als Totalverlust in Chittagong zum Abbruch auf den Strand gesetzt. |
| Bosporus Highway                    | 1502        | 9519107     | 7. Juli 2009       | K-Line          | so in Fahrt |
| Brasilia Highway                    | 1503        | 9519119     | 20. August 2009    | K-Line          | so in Fahrt |
| Triton Ace                          | 1504        | 9519121     | 15. Oktober 2009   | MOL             | 2023 Gemini Leader, so in Fahrt |
| Morning Celine                      | 1499        | 9519133     | 18. November 2009  | EUCOR           | so in Fahrt |
| Morning Cornelia                    | 1500        | 9519145     | 9. Februar 2010    | EUCOR           | so in Fahrt |
| Triton Leader                       | 1506        | 9553103     | 19. März 2010      | NYK             | so in Fahrt |
| Themis Leader                       | 1522        | 9553115     | 9. Juli 2010       | NYK             | so in Fahrt |
| Precious Ace                        | 1507        | 9493365     | 29. Juli 2010      | MOL             | so in Fahrt |
| Morning Christina                   | 1516        | 9574054     | 27. September 2010 | EUCOR           | so in Fahrt |
| Canadian Highway                    | 1526        | 9574066     | 19. November 2010  | K-Line          | so in Fahrt |
| California Highway                  | 1527        | 9574078     | 24. Dezember 2010  | K-Line          | so in Fahrt |
| Morning Crystal                     | 1528        | 9574080     | 14. April 2011     | EUCOR           | so in Fahrt |
| Noble Ace                           | 1532        | 9493365     | 3. Juni 2011       | MOL             | so in Fahrt |
| Mercury Ace                         | 1533        | 9591052     | 21. Juli 2011      | MOL             | so in Fahrt |
| Dover Highway                       | 1538        | 9574107     | 16. September 2011 | K-Line          | so in Fahrt |
| Eurasian Highway                    | 1539        | 9604938     | 19. Januar 2012    | K-Line          | so in Fahrt |
| Rigel Leader                        | 1541        | 9604940     | 8. März 2012       | NYK             | so in Fahrt |
| Euphrates Highway                   | 1537        | 9604926     | 20. April 2012     | K-Line          | so in Fahrt |
| Gracious Ace                        | 1535        | 9604914     | 20. Juni 2012      | MOL             | so in Fahrt |
| Galaxy Ace                          | 1534        | 9624237     | 23. Oktober 2012   | MOL             | so in Fahrt |
| Morning Cindy                       | 1602        | 9633185     | 29. November 2012  | EUCOR           | so in Fahrt |
| Morning Calypso                     | 1603        | 9638460     | 30. März 2013      | EUCOR           | so in Fahrt |
| Wisdom Ace                          | 1536        | 9641833     | 24. Juni 2013      | MOL             | so in Fahrt |
| Metis Leader                        | 1540        | 9650743     | 23. Juli 2013      | NYK             | so in Fahrt |
| Fremantle Highway                   | 1617        | 9667344     | 17. Dezember 2013  | K-Line          | 26. Juli 2023 in Brand geraten und später nach Eemshaven eingeschleppt. |
| Galveston Highway                   | 1618        | 9675573     | 19. Februar 2014   | K-Line          | so in Fahrt |
| Morning Cherry                      | 1619        | 9675585     | 15. Mai 2014       | EUCOR           | so in Fahrt |
| Goodwood                            | 1600        | 9701140     | 26. September 2014 | Zodiac Maritime | so in Fahrt |
| Daten: Lloyd’s Register of Shipping |             |             |                    |                 | |